# Leptactina pretrophylax
Leptactina pretrophylax är en måreväxtart som beskrevs av Karl Moritz Schumann. Leptactina pretrophylax ingår i släktet Leptactina och familjen måreväxter. Inga underarter finns listade i Catalogue of Life.